# Kulmet
Das Kulmet, auch Küllmit, war ein russisches Hohlmaß für Getreide und war in dem russischen Gouvernement Livland und Estland verbreitet.
Das Maß hatte unterschiedliche Werte.

## Reval
- 1 Kulmet = 4,375 Liter
- 1 Loof = 3 Kulmet = 36 Stoof = 662 2⁄3 Pariser Kubikzoll = 13 1⁄8 Liter
- 1 Tonne = 216 Kulmet = 2592 Stoof = 2836 2⁄3 Liter[2]

## Pärnu
- 1 Kulmet = 15,83 Liter
- 1 Loof = 4 Kulmet = 63,3177 Liter
- 1 Last Salz = 18 Tonnen = 324 Kulmet[3]
- 1 Loof = 3 gehäufte Kulmet = 4 gestrichene Kulmet[4]

## Riga
- 1 Kulmet = 2 1⁄2 gehäufte = 3 1⁄3 gestrichene Stoof = 547,5 Pariser Kubikzoll = 10 17⁄20 Liter[1]
- 1 Loof = 6 Kulmet = 9 Stoof = 68,863 Liter[5]